# Kariamangalam
Kariamangalam is een panchayatdorp in het district Dharmapuri van de Indiase staat Tamil Nadu. 

## Demografie
Volgens de Indiase volkstelling van 2001 wonen er 12.033 mensen in Kariamangalam, waarvan 50% mannelijk en 50% vrouwelijk is. De plaats heeft een alfabetiseringsgraad van 58%. 